# Vallei der Koninginnen
De Vallei der Koninginnen (Set Neferoe ofwel zetel der schoonheid) is net als de Vallei der Koningen een begraafplaats van het Nieuwe Rijk uit het oude Egypte. Deze vallei is echter iets zuidwestelijker gelegen en er liggen voornamelijk koninginnen en koningskinderen. Ook edelen uit het Nieuwe Rijk hadden hier een gedeelte voor hun eigen graven.

## Geschiedenis
Net als bij de Vallei der Koningen was de keuze om tombes uit te hakken geboren uit noodzaak. De piramides waren niet veilig voor grafrovers, en in de vallei kon men gebruikmaken van andere technieken om de graven af te schermen.
In het Arabisch heet deze plek Wadi-el-melikat. Een andere Arabische benaming, Biban-El Harim, Poort van de Harem, wordt slechts weinig gebruikt. In de faraonische tijd noemde men deze plek Ta Set Neferoe, wat in oud–Egyptisch zetel der schoonheid betekent.
Omdat de rotsstructuur in deze vallei zeer korrelig is gebruikte men hier een andere manier van werken dan in de Vallei der koningen. Men gebruikte kalkpasta (muna) om op de muren te smeren.
Vanaf de 18e dynastie werden hier prinsen en prinsessen van koninklijken bloede begraven maar ook andere belangrijke personen. Vanaf de tijd van Ramses de Tweede werden ook koninginnen die de titel “Koninklijke gemalin” droegen hier begraven.
In de 20e dynastie brak Ramses III met de traditie door ook zonen die stierven bij een pokkenepidemie naast hun moeder in het dal te begraven.

## Heden
Een aantal graven zijn te bezoeken, zoals het graf van koningin Nefertari Merenmoet, de vrouw van Ramses II. Dit graf is volledig gerestaureerd en begin jaren 90 opnieuw opengesteld voor publiek. Om het microklimaat van dit graf te beschermen is per dag een beperkt aantal bezoekers toelaatbaar en daarom moet een aparte toegangskaart voor dit graf gekocht worden. Een aantal graven is afgesloten voor het publiek. Het toerisme is hier minder ontwikkeld dan in de Vallei der Koningen. Een voorbeeld van een graf voor een edele is het graf van Ramosee.

## Graven

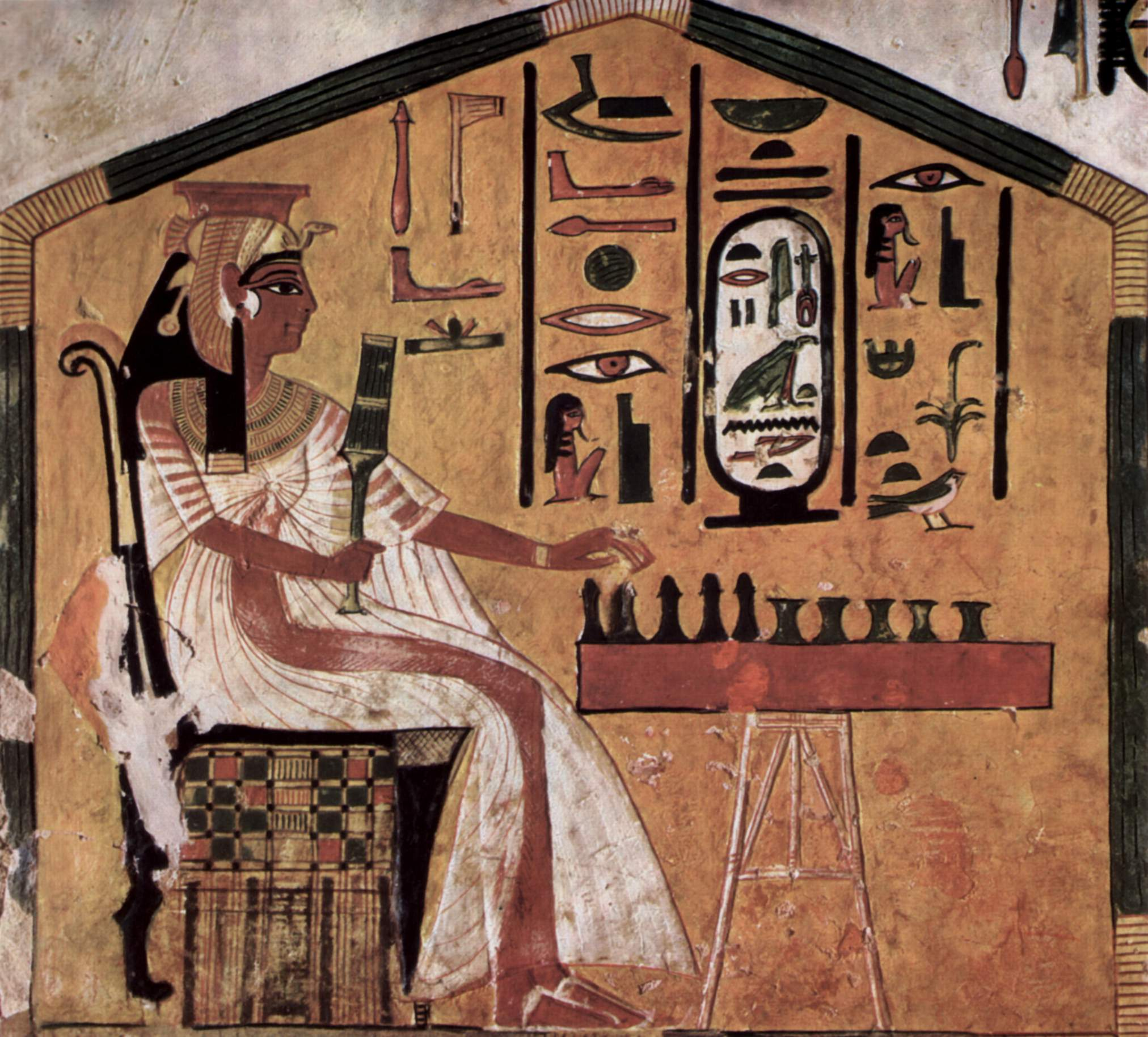
Nefertari

In de vallei zijn onder andere de graven te vinden van:
- Koningin Nefertari Merenmoet, vrouw van Ramses II;
- Koningin Nebiri;
- Prins Tanezem(t);
- Koningin Sitre, vrouw van Ramses I;
- Prins Para'hirwenemef, zoon van Ramses III;
- Prins Set-hirchopsjef, zoon van Ramses III;
- Prins Cha'emweset, Sem, zoon van Ramses III;
- Imhotep, (vermoedelijk) Vizier Thoetmosis I;
- Prinses Ahmosi, dochter van Sekenenre'-Ta'a en Sit-dhout;
- Koningin Esi II, moeder van Ramses VI en dochter van Hoebalznet;
- Koningin Tyti, moeder van Ramses II;
- Prins Amen(hir)chopsjef, zoon van Ramses III;
- Koningin Nebttawi, dochter van Ramses II;
- Koningin Meritamoen, dochter van Ramses II en
- Koningin Bent'anta, dochter van Ramses II.

- Library of Congress Control Number: sh92004454
- Nationale Bibliotheek van Tsjechië: ge171252
- Nationale Bibliotheek van Israël: 987007532204605171
- Système universitaire de documentation: 028721837
- Virtual International Authority File: 238470533